# Бучин Проход
Бу́чин Про́ход (болг. Бучин проход) — село в Софійській області Болгарії. Входить до складу общини Костинброд.

## Населення
За даними перепису населення 2011 року у селі проживали 113 осіб, усі — болгари.
Розподіл населення за віком у 2011 році:
Динаміка населення: